# マニュアル・オブ・エラーズ・アーティスツ
有限会社マニュアル・オブ・エラーズ・アーティスツ（manual of errors artists, Inc.）は、日本の音楽制作プロダクション。

## 概要
作曲家・編曲家・ミュージシャンが多く所属。映画、テレビ、アニメーション、演劇、携帯電話、スマートフォンなどのプロダクト、ソフトウェア、メディアアート、テレビゲームCM、プラネタリウムの音楽などを制作している。母体は1980年代はじめから活動している音楽家集団の京浜兄弟社。古くから在籍している作曲家はテクノポップ、モンドミュージックと呼ばれるジャンルの作風であり、山口優、岡村みどりらが在籍する。
音楽制作の他、自主レーベルや中古レコード店マニュアル・オブ・エラーズ・ソノタも経営している。

## マニュアル・オブ・エラーズ
マニュアル・オブ・エラーズ (Manual of Errors) は、東京都杉並区高円寺南の中古レコード店。1993年に、常盤響、岸野雄一らが有限会社京浜兄弟社の事業として立ち上げ、マニアックな「モンド・ミュージック」の先鋭として注目され、DJイベント等も盛んに行なっていた。。1996年、有限会社京浜兄弟社は、有限会社マニュアル・オブ・エラーズに改称し、1998年4月には有限会社マニュアル・オブ・エラーズ・アーティスツが分社独立した。高円寺の店舗は有限会社マニュアル・オブ・エラーズの運営の下に残されたが、ビル取り壊しのため、引越。そして改称し、「ホームエラーレコード」という名でブラジル音楽中心の中古レコード店となった。

## ソノタ
マニュアル・オブ・エラーズ・ソノタ (Manual of Errors SONOTA) は、2005年6月1日に開店した、東京都渋谷区宇田川町の中古レコード店。名称はレコード店の「その他」コーナーに置かれるようなジャンルのレコードを意味し、宗教、医療用、企業ノベルティ等からソフトロック、イージーリスニング、ラウンジ等、幅広くアナログ盤を扱っており、所属アーティストのアンテナショップとしての役割も果たす。
2012年に『タモリ倶楽部』の「勝ち抜き歌ヘタ合戦」で世界の音痴レコードを紹介した際には、店内での収録が行なわれ、代表の山口優が解説をつとめた。
2017年をもって実店舗は一旦閉店となりオンライン販売のみとなったが、2024年より代々木八幡にてイベントとして実店舗営業を断続的に再開している。

## 主な所属作家
- 山口優（代表）
- 岡村みどり
- 常盤響
- 佐々木成明

## 元所属作家
- 片岡知子 - 2020年死去
- 蒲池愛 - 2020年死去

以下の所属作家は2020年9月にトイロミュージックを設立し移籍した。
- あらきなおみ
- 磯部智子
- 薄井由行
- Gak Sato
- 加藤賢崇
- クニ杉本
- ゲイリー芦屋
- 郷拓郎（detune.）
- 冷水ひとみ
- 谷口尚久
- 辻林美穂
- 永田太郎
- 藤本功一
- 松前公高
- 横川理彦